# Броненосцевые
Броненосцевые (лат. Dasypodidae) — семейство млекопитающих отряда броненосцев. Обитают в Центральной и Южной Америке.

## Внешний вид
Панцирь составляют головной, плечевой и тазовый щиты и ряд обручевидных полос, опоясывающих тело сверху и с боков. Части панциря связаны между собой эластичной соединительной тканью, придающей подвижность всему панцирю. Поверх панциря лежат тонкие роговые пластинки квадратной или полигональной формы, образованные эпидермисом. Такие же щитки образуют броню на конечностях; хвост покрыт костяными кольцами. Живот и внутренние части лап у броненосца мягкие, незащищённые, покрытые жёсткими волосами. Волоски также растут между костными пластинками; иногда пронизывают и роговые чешуйки. Окраска панциря меняется от коричневой до розовой, волос — от серовато-коричневой до белой.
Телосложение у броненосцев приземистое, тяжёлое. Длина тела от 12,5 (плащеносные броненосцы) до 100 см (гигантский броненосец); масса от 90 г до 60 кг. Длина хвоста от 2,5 до 50 см. Морда короткая и треугольная, либо вытянутая. Глаза довольно маленькие, с толстыми веками. Конечности короткие, но сильные, приспособленные к рытью. Передние лапы 3—5-палые с мощными, острыми, изогнутыми когтями, задние 5-палые. Череп уплощён в дорсо-вентральном направлении. Ни у одного семейства млекопитающих нет такого изменчивого количества зубов — от 28 до 40 (у гигантского броненосца — до 90). Число зубов различается не только у разных видов, но и у разных особей. Зубы у броненосцев небольшие, без эмали и корней, одинаковой цилиндрической формы. Растут постоянно. Язык у многих видов длинный и клейкий, служит для захвата пищи. У броненосцев хорошо развиты обоняние и слух, но плохо — зрение. Они не различают цветов. Обмен веществ снижен; температура тела зависит от внешней среды и может опускаться с 36 °C до 32 °C. Отрицательных температур эти животные не переносят, что ограничивает их распространение к полюсам.

## Ареал
Броненосцы населяют степи, пустыни, саванны и опушки лесов Центральной и Южной Америки. Только девятипоясный броненосец Dasypus novemcinctus водится в центральных и юго-восточных штатах США, на севере проникая до Небраски.

## Образ жизни
Броненосцы ведут ночной образ жизни, днём прячась в норах. Большинство одиночны; реже встречаются пары и небольшие группы. Ведут наземный образ жизни; превосходно копают землю, роя себе норы и выкапывая пищу. Могут довольно быстро бегать; умеют плавать. При опасности спасаются бегством, прячась в кустарнике, или стремительно зарываются в землю. Только трёхпоясные броненосцы (Tolypeutes) способны сворачиваться в шар, подобно ежу. Дыхательные пути у броненосцев объёмистые и служат резервуаром воздуха, так что эти животные могут задерживать дыхание в течение 6 минут. Это помогает им перебираться через водоёмы (часто броненосцы просто переходят их по дну). Набранный в лёгкие воздух компенсирует вес тяжёлого панциря, позволяя броненосцу плыть.

### Питание
Большинство броненосцев кормится насекомыми, включая муравьёв и термитов, их личинками и иными беспозвоночными; могут также поедать падаль, мелких позвоночных и, изредка, части растений.

### Размножение
Броненосцы наряду с шимпанзе бонобо и людьми — млекопитающие, которые спариваются в «миссионерской позиции». Беременность продолжительная из-за задержки имплантации яйцеклетки после её оплодотворения (латентная стадия); она длится от нескольких недель до многих месяцев. В стрессовых ситуациях самки броненосцев могут приостанавливать роды на два года. Самкам девятипоясных броненосцев свойственна полиэмбриония — они рождают несколько двоен, развивающихся из одной яйцеклетки и, как следствие, одного пола. В помёте броненосцев бывает от 2—4 до 12 детёнышей, иногда всего один. Новорождённые броненосцы зрячие и покрыты мягкой кожей. Через несколько часов после рождения способны ходить. Остаются с матерью в течение нескольких месяцев. Половой зрелости достигают в 2 года (самки).

## Систематика
Броненосцы — древняя группа млекопитающих: их окаменелые панцири известны с конца палеоцена. Возникли они, видимо, в Южной Америке, откуда в плиоцене проникли в Северную Америку. Сейчас существует 20 видов броненосцев, объединённых в 8 родов:
- семейство Броненосцевые (Dasypodidae)
  - род Cabassous — Голохвостые броненосцы
    - Cabassous centralis — Центральноамериканский броненосец
    - Cabassous chacoensis — Чакский броненосец
    - Cabassous tatouay — Броненосец тату[3]
    - Cabassous unicinctus — Большой броненосец

  - род Chaetophractus — Щетинистые броненосцы
    - Chaetophractus vellerosus — Длинноволосый броненосец
    - Chaetophractus villosus — Щетинистый броненосец
    - Chaetophractus nationi — Чилийский броненосец

  - род Calyptophractus — Щитоносные броненосцы
    - Calyptophractus retusus — Щитоносный броненосец

  - род Chlamyphorus — Плащеносные броненосцы
    - Chlamyphorus truncatus — Плащеносный броненосец, или аргентинский щитоносец

  - род Dasypus — Девятипоясные броненосцы
    - Dasypus hybridus — Короткохвостый броненосец
    - Dasypus kappleri — Броненосец Капплера
    - Dasypus novemcinctus — Девятипоясный броненосец
    - Dasypus pilosus — Мохнатый броненосец
    - Dasypus sabanicola — Северный броненосец[3]
    - Dasypus septemcnictus — Семипоясный броненосец

  - род Euphractus — Шестипоясные броненосцы
    - Euphractus sexcinctus — Шестипоясный броненосец

  - род Priodontes — Гигантские броненосцы
    - Priodontes maximus — Гигантский броненосец, или исполинский броненосец

  - род Tolypeutes — Трёхпоясные броненосцы
    - Tolypeutes matacus — Шаровидный броненосец
    - Tolypeutes tricinctus — Трёхпоясный шаровой броненосец

  - род Zaedyus — Карликовые броненосцы
    - Zaedyus pichiy — Карликовый броненосец

## Броненосцевые и человек
- Броненосцы являются объектами охоты. Их белое мясо, по вкусу похожее на свинину, с древних времён считается деликатесом у народов Латинской Америки. Панцири броненосцев идут на сувениры и музыкальные инструменты вроде чаранго. Раскапывая землю, они наносят вред посевам и древесным насаждениям. Однако эти животные приносят и немало пользы, уничтожая вредных насекомых и их личинок.
- Часто броненосцев по ночам сбивают автомашины. При этом девятипоясного броненосца Dasypus novemcinctus губит рефлекс подпрыгивания. Будучи напуганным, этот зверь почти вертикально подскакивает и ударяется о шасси движущегося автомобиля.
- Девятипоясные броненосцы представляют большой интерес для науки тем, что у них обычно рождаются 4 однояйцевых близнеца. Из-за полной идентичности группа из четырёх броненосцев представляет собой отличный объект для медицинских, генетических, психологических и иных исследований, требующих однородного состава тестируемых. Кроме того, броненосцев часто используют при изучении лепры, поскольку, наряду с мышами, это единственные неродственные людям млекопитающие, которые подвержены этой болезни. Заражению ею, видимо, способствует низкая температура тела броненосцев, благоприятная для бацилл Хансена (Mycobacterium leprae).
- Броненосцев можно держать в неволе, хотя они плохо приручаются. В неволе они размножаются плохо и редко достигают максимального возраста; в естественных же условиях доживают до десяти лет.
- Броненосец изображён на гербе Гренады.